# Chagall (film 1953)
Chagall è un documentario cortometraggio del 1953 diretto da Robert Hessens e basato sulla vita del pittore bielorusso Marc Chagall.